# Хейман, Вивека
Вивека Хейман (швед. Viveka Heyman; 27 октября 1919, Уппсала — 5 февраля 2013) — шведская переводчица и литературный критик. Переводила современную израильскую литературу, а также создала новый перевод Библии на шведский язык.

## Биография
Вивека Хейман родилась в 1919 году в Уппсале. Она была второй из пятерых детей Харальда Хеймана, библиотекаря, и его жены Стины. Как отец, так и мать Вивеки имели еврейские корни, и сама она с детства идентифицировала себя с еврейством. В 1937 году Вивека Хейман поступила в Уппсальский университет, где изучала романские языки, греческий и литературу. По окончании университета она работала в стокгольмской синдикалистской газете Arbetaren и, поскольку в газете в то время не было рубрики, посвящённой культуре, начала писать статьи соответствующей тематики, став со временем ведущим автором издания.
Когда в 1948 году было образовано государство Израиль, Вивека Хейман, сохранившая интерес к еврейской культуре, поехала туда и в итоге осталась в Израиле на несколько лет. Первое время она жила в различных кибуцах, затем в Иерусалиме. Она изучала современный иврит, а также древнееврейский язык и Талмуд. Со временем она начала переводить израильскую литературу на шведский язык. Её первой публикацией стала антология рассказов, вышедшая в 1955 году под заглавием «Killingen som far köpte». За ней последовали поэтические сборники «Får jag ha julgran?» и «Ingen förnuftig gärning». В числе авторов, чьи произведения переводила Вивека Хейман, — Амос Оз, Хаим Хазаз, Авраам Иегошуа, Давид Гроссман и нобелевский лауреат Шмуэль Йосеф Агнон. В 1976 году Хейман также опубликовала сборник переводов поэзии Иегуды Амихая. Кроме того, на протяжении нескольких десятилетий она периодически жила в Иерусалиме и преподавала шведский язык в Еврейском университете.
В 1960 году Вивека Хейман начала заново переводить на шведский язык Ветхий Завет. В первую очередь она перевела «Песнь песней», так как канонический перевод — по её словам, чересчур ханжеский — совершенно не отражал эротический характер текста. Затем последовали Книга Екклесиаста, Книга Иова и Книга притчей. В 1976 году Хейман возглавила так называемый «Библейский комитет», учреждённый в 1972 году с целью создания нового перевода Библии. Однако её подход к переводу кардинальным образом отличался от взглядов других членов комитета, и вскоре сотрудничество перешло в резкое противостояние. Хейман обвинила переводчиков в сглаживании и обезличивании оригинала, и даже неоднократно выступала в прессе с призывами расформировать комитет. Вивека Хейман и официальные переводчики продолжали работу независимо друг от друга, и в 1980-х годах она опубликовала собственные переводы ряда книг Ветхого Завета, в том числе Псалтири и Книги Бытия. Последним её переводом стала «Книга пророков», вышедшая в двух томах в 1996 году.
В возрасте 80 лет Вивека Хейман дебютировала как писатель, опубликовав детективный роман «Taximordet i Jerusalem» (1999). Она скончалась 5 февраля 2013 года и была похоронена на Еврейском кладбище в Стокгольме.